# Mikuty (Białoruś)
Mikuty (biał. Мікуты, Mikuty; ros. Микуты, Mikuty) – wieś na Białorusi, w obwodzie grodzieńskim, w rejonie lidzkim, w sielsowiecie Wawiórka.

## Historia
W XIX i w początkach XX w. wieś i okolica szlachecka położone w Rosji, w guberni wileńskiej, w powiecie lidzkim, w gminie Wawerka/Myto. Wieś należała do Szalewiczów.
W dwudziestoleciu międzywojennym okolica szlachecka leżąca w Polsce, w województwie nowogródzkim, w powiecie lidzkim, w gminie Myto/Wawiórka. W 1921 miejscowość liczyła 103 mieszkańców, zamieszkałych w 20 budynkach, wyłącznie Polaków wyznania rzymskokatolickiego.
Po II wojnie światowej w granicach Związku Sowieckiego. Od 1991 w niepodległej Białorusi.